# شان می‌میرد
شان می‌میرد یا شانِ مردگان (انگلیسی: Shaun of the Dead) فیلمی زوج هنری در سبک کمدی رمانتیک، ترسناک و نقیضه به کارگردانی ادگار رایت است که در سال ۲۰۰۴ منتشر شد. این فیلم نخستین قسمت از سه‌گانه سه طعم کورنتو است.

## خلاصه فیلم
شان ۲۹ سال دارد و یک زندگی کسل‌کننده را از سر می‌گذراند. لیز، نامزدش وی را ترک کرده و مادرش با مردی ازدواج کرده که وی او را دوست ندارد. او با اد، دوست وفادارش، زندگی می‌کند. شان می‌خواهد زندگی‌اش را درست کند تا لیز را بازگرداند. ناگهان مردگان از گور برمی‌خیزند و مثل زامبی‌ها شروع به آدم‌خواری می‌کنند. شان با کمک اد برای نجات مادرش و لیز می‌شتابد.

## بازیگران
- سایمون پگ - شان
- نیک فراست - اد
- کیت اشفیلد - لیز
- لوسی دیویس - دایان
- بیل نای - فیلیپ، ناپدری شان
- پنه‌لوپه ویلتون - باربارا، مادر شان
- مارتین فریمن - دکلن
- مت لوکاس - تام